# Jorge Massa Armijo
Jorge Massa Armijo (Providencia, 1935 - Santiago, 30 de septiembre de 2007) fue un aviador chileno con rango de general de Aviación. Se desempeñó como ministro de Transportes y Telecomunicaciones durante la dictadura militar del general Augusto Pinochet, entre julio de 1987 y octubre de 1988.
Hijo de Luis Massa Sassi y María Armijo Contreras de Massa. Fue uno de los pilotos que participó del rescate de unos rugbistas uruguayos en 1972 encabezando la ayuda en helicópteros Bell UH-1H, hecho que le hizo merecedor de la condecoración "Al Valor". Ello, para premiar, «el elevado espíritu de compañerismo, arrojo, cumplimiento del deber y nobles sentimientos demostrados en la actuación que le cupo en el rescate de los sobrevivientes del avión uruguayo accidentado en la Cordillera». Se acogió a retiro militar en 1988.
Falleció el 30 de septiembre de 2007, producto de un accidente en su casa.